# Crossobamon orientalis
Crossobamon orientalis là một loài thằn lằn trong họ Gekkonidae. Loài này được Blanford mô tả khoa học đầu tiên năm 1876.